# 129321 Tannercampbell
129321 Tannercampbell este o planetă minoră (asteroid) din centura de asteroizi. A fost descoperită pe 1 octombrie 2005 la Mount Lemmon⁠(d) de Mount Lemmon Survey⁠(d). 
Obiectul prezintă o orbită caracterizată de o semiaxă mare de 2,2462654778583 UAi, o excentricitate de 0,14, o înclinație de 3,8 ° în raport cu ecliptica.